# Karl Janssen
Pour les articles homonymes, voir Janssen.
Karl Ludwig Rudolf Janssen, appelé aussi Carl Janssen, né le 29 mai 1855 à Düsseldorf et mort le 2 décembre 1927 dans la même ville, est un sculpteur et professeur d'université allemand.

## Biographie
Karl Janssen est issu d'une famille d'artistes. Son père Tamme Weyert Theodor Janssen (de) était graveur sur cuivre, son frère Peter Janssen était peintre. De 1872 à 1881, il étudie à l'Académie des beaux-arts de Düsseldorf avec August Wittig. En 1878, il obtient une bourse d'études pour compléter sa formation à Rome. Cependant, il ne s'y rend qu'en 1881, puis reste en Italie jusqu'en 1884 pour y poursuivre ses études. Son premier ouvrage important est le buste de 1883 de l'entrepreneur Albert Poensgen (de) (1883) pour sa tombe au cimetière nord de Düsseldorf. En 1884, il est chargé, avec le sculpteur Josef Tüshaus (1851-1901), qu'il a rencontré à l'académie des beaux-arts en 1874, de créer pour Wilhelm I la sculpture Vater Rhein und seine Töchter (de) (Père Rhin et ses filles) à la Maison des États à Düsseldorf. Les Düsseldorfois apprécient la réalisation, et deux ans plus tard, en 1897, on leur confie le soin de réaliser une version en bronze et granit en guise de fontaine face à la Maison des États. Un an plus tôt, il avait achevé la commande de la statue équestre du monument du Kaiser Wilhelm.
Après la Première Guerre mondiale, Karl Janssen crée un monument aux morts pour la famille d'entrepreneurs Henkel, destiné à commémorer les employés décédés, qu'il érige dans les locaux de l'usine de Düsseldorf-Holthausen. Sa dernière œuvre majeure est la sculpture de 1925 Le sommeil pour le mausolée de la famille Henkel au cimetière nord, où d'autres de ses œuvres sont encore visibles.
Karl Janssen est nommé professeur et en 1895, il reprend la chaire d'August Wittig à l'Académie des beaux-arts de Düsseldorf. Il est considéré comme un représentant caractéristique du style néo-baroque en Rhénanie. Ses étudiants les plus connus sont :
- Heinrich Baucke (de)
- Friedrich Coubillier (de)
- Arnold Frische (de)
- Bernhard Hoetger
- Joseph Hammerschmidt
- Wilhelm Lehmbruck
- Franz Linden (de)
- Carl Müller-Tenckhoff
- Heinz Müller (de)
- Josef Pallenberg (de)
- Albert Pehle (de)
- Toni Stockheim (de)
- Wilhelm Martini (de)
- Rudolf Zieseniss (de)

Karl Janssen a épousé Lore Putsch (1859–1933) le 27 septembre 1887 à Düsseldorf. Leur fils Sigurd Janssen (de) est devenu pharmacologue, leur fille Gerda (1888-1966) est l'épouse de l'entrepreneur Hugo Henkel (de).

## Œuvres
| Werk                                                              | Bild | Datierung       | Standort                                                | Weitere Informationen                                                                                                  |  |
| ----------------------------------------------------------------- | ---- | --------------- | ------------------------------------------------------- | --- |  |
| Antigone                                                          |      | 1877/1878       |                                                         | travail universitaire                                                                                                  |  |
| Justitia, mairie d'Erfurt                                         |      | 1880/1981       |                                                         | |  |
| Fortitudo, mairie d'Erfurt                                        |      | 1881            |                                                         | |  |
| Tombe d'Albert Poensgen                                           |      | 1883            | Cimetière du nord, Düsseldorf                           | |  |
| Tombe de la famille Tielsch                                       |      | 1885            | Cimetière de Waldenburg, Silésie, aujourd'hui Wałbrzych | |  |
| Sculpture Vater Rhein und seine Töchter (de) (1ère version)       |      | 1884            | Düsseldorf, escalier de la Maison des États             | en collaboration avec Josef Tüshaus ; décoration en plâtre pour la visite de l'empereur Guillaume Ier ; non conservée. |  |
| Statue équestre pour le Kaiser-Wilhelm-Denkmal                    |      | 18 octobre 1896 |                                                         | |  |
| Vater Rhein und seine Töchter (2ème version)                      |      | 7 mars 1897     | Düsseldorf, étang devant le Ständehaus                  | Fontaine, en collaboration avec Josef Tüshaus                                                                          |  |
| Relief pour la tombe de Marc Louis Benjamin Vautier               |      | 1898            | Depuis 2004 au cimetière Düsseldorf-Unterrath           | |  |
| Tombe Oelbermann                                                  |      | vers 1897       | Melaten-Friedhof à Cologne (MA an Flur 70)              | |  |
| Relief Heilung des fallsüchtigen Knaben                           |      | 1898            | église de Sion, Bielefeld-Gadderbaum                    | |  |
| Sculpture Steinklopferin                                          |      | 1902            | Düsseldorf                                              | |  |
| Sculpture Steinklopferin                                          |      | 1902            | Berlin, Nationalgalerie                                 | |  |
| Sculpture Steinklopferin                                          |      | 1902            | Brandenburg/Havel, Theaterpark                          | |  |
| Relief Die Parzen                                                 |      | 1907            | Deutsch-Nationale Kunstausstellung, Düsseldorf 1907     | |  |
| Buste de Ludwig Holle                                             |      | 1911            | Berlin, Nationalgalerie                                 | |  |
| Tombe de Ludwig Holle                                             |      | 1911            | Dortmund, Ostenfriedhof                                 | |  |
| Sculpture Der Schlaf pour la tombe de la famille Henkel           |      | 1906            | Cimetière du nord, Düsseldorf                           | |  |
| Sculpture Die Wanderin                                            |      |                 |                                                         | collection privée |  |
| Buste en bronze pour la tombe de l'écrivain Friedrich Roeber (de) |      | 1903            | Cimetière du nord, Düsseldorf                           | |  |
| Sculpture Hockeyspielerin                                         |      | non datée       | Statuette                                               | |  |
| Sculpture d'un ange pleureur pour la tombe d'Andreas Achenbach    |      | vers 1910       | Cimetière du nord, Düsseldorf                           | |  |
| Fronton de porte dans le palais privé de la famille Henkel        |      | 1911            | Düsseldorf, Malkastenstraße 15                          | |  |
| Sculpture Wissenschaft                                            |      | 1921            | Feldmühleplatz, Düsseldorf-Oberkassel                   | |  |